# ヘンリー・マーシュ

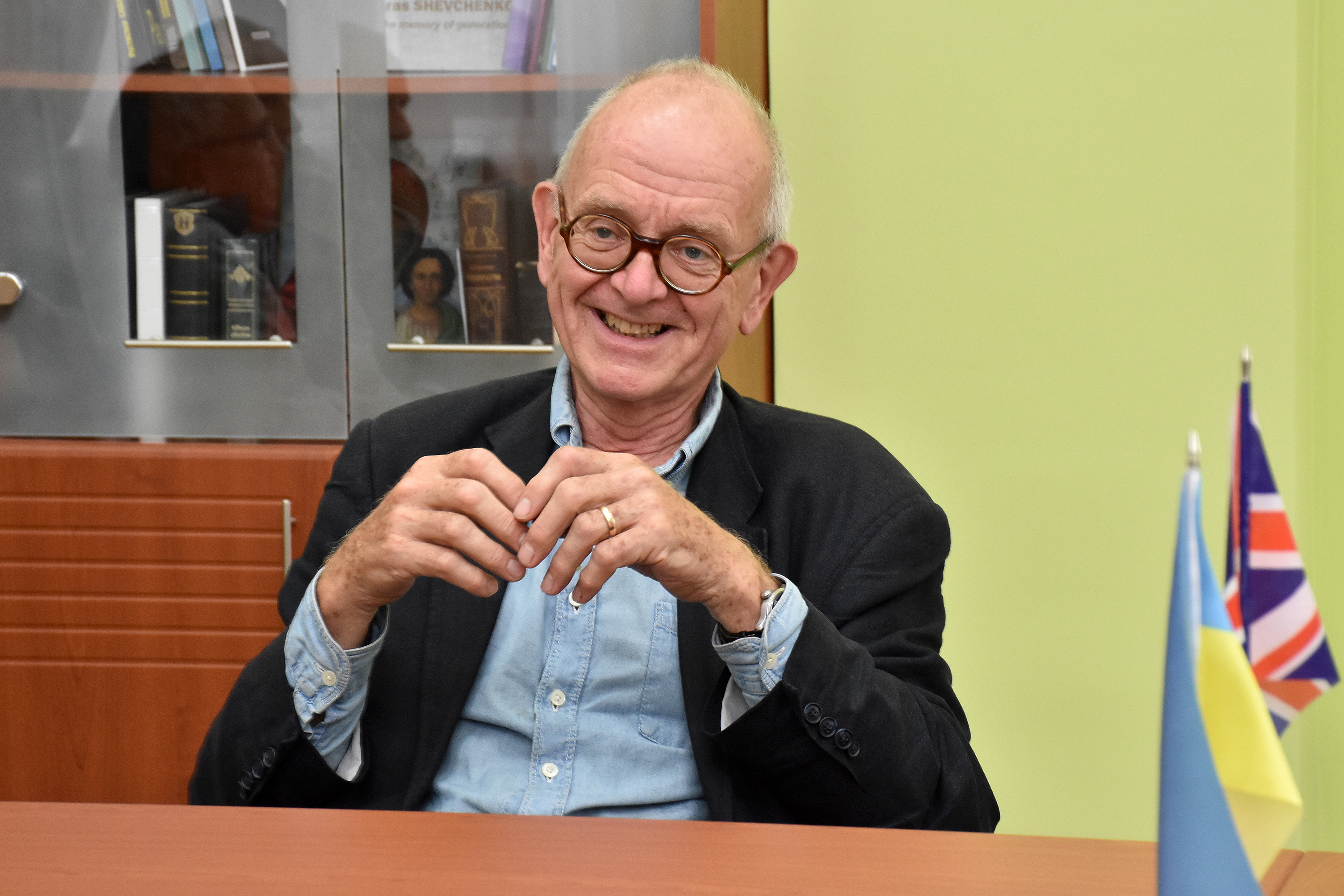
2016年9月ウクライナのテルノーピリ医科大学でのマーシュ

ヘンリー・マーシュ(Henry Marsh、1950年3月5日 - )は、イギリスを代表する脳神経外科医。ウクライナの脳神経外科の進歩を支援したことでも知られる。
広く知られている『脳外科医マーシュの告白』(Do No Harm: Stories of Life, Death and Brain Surgery)は、2014年に出版された。日本語訳は、2016年に刊行されている。「エコノミスト」誌によれば、
 回顧録の続編"Admissions: A life in brain surgery" は、2017年に出版されている。

## 青春時代と学歴
マーシュは、オックスフォード大学のドラゴンスクールとロンドンのウェストミンスター・スクールで学び、その後 オックスフォード大学ユニバーシティ・カレッジに進んで哲学、政治、経済を学んだ。 途中、失恋の痛手から学業を放棄して北イングランドの炭鉱町で病院の下働きとして患者をベットに上げたり下げたり、壁や機械類の浄拭(じょうしょく)や洗浄、麻酔科医の手伝いを半年していたが、大学が復学を認め、無事オナーを取得して卒業することができた。
その後、ロンドンのロイヤル・フリーメディカルスクールで医学を学んだ。

## 経歴
マーシュは、2015年まで、セント・ジョージ病院のロンドン最大の脳手術専門ユニットであるアトキンソン・モーレイ病棟で脳神経外科の上級専門医を務めた。
彼は手術では「覚醒下手術」を得意としている。覚醒下手術は、脳の手術での合併症や後遺症を少なくするため、局所麻酔で頭蓋骨を外し、術中に患者と会話しながら言語機能や運動機能が保たれているか確認しつつ手術を進行させるやり方である。この様子を撮ったBBCドキュメンタリー「Your Life in Their Hands」は、2004年にロイヤル・テレビジョン・ソサエティ金賞を受賞した
。
彼は1992年以降、旧ソ連の脳外科医、特にウクライナの脳外科医イーゴリ・クリレッツを支援しつつ、一緒に仕事をしてきた。これはBBCのStoryville Filmtが2007年に制作した「イギリスの外科医」(The English Surgeon)で紹介されている。
彼は病院の建物やデザインが、患者の気持ちやスタッフの士気に及ぼす影響に関心を持っていて、TVメディアや講演でこうしたテーマについて語っている。
2017年、マーシュは、回顧録の第二弾Admissions: Life as a Brain SurgeonをWeidenfeld & Nicolson社から出版した。
マーシュは、2018年9月、BBCラジオ 4の長寿番組「砂漠の島のディスク」(Desert Island Discs)に出演し、自分のお気に入りの音楽について語った。彼のお気に入りは、B・B・キングの"Better Not Look Down"である
。

## 受賞・栄誉
マーシュは2010年の誕生日に大英帝国勲章(CBE)のコマンダーを授与された。 2010年、彼はロンドンのクィーンズホスピタル(英語版)で、レスリー・オリヴァー講演を行っている。1945年にエセックスのオールドチャーチ病院で脳神経外科を設立したLeslie Oliver氏の名前に由来するもので、毎年神経科学の著名な研究者が招かれて講演を行っているものである。

## 私生活
彼はその両親の4人の子どもの中の一番下であった。 彼の両親、父親はイギリスの高名な人権派の弁護士で学者肌のノーマン・ステイナー (1913年 - 2008年)、母親は書店主でクリティアーネ・"クリステル"・クリスティネッケは、1939年反ナチス的な言動がゲシュタポに密告されナチ支配下のドイツのハレからイギリスに逃げてきたドイツ人だった 。彼らは1939年の夏の終わりにロンドンで結婚した。父方も母方も、先祖は教師と聖職者と商人ばかり。 
ヘンリー・マーシュは、社会人類学者のケート・フォックス
と結婚し、二人の子がいる。息子は急性水頭症を患ったことがある。余暇は家具を作ったり、ミツバチを飼ったりして過ごしている彼は、建築史の研究をしているブリジット・チェリーの弟でもあるマーシュは、イングランドとウェールズで医療による死の法的権利を求める運動を行う団体「私の死、私の決断」の後援者になっている。
2021年4月、マーシュが進行性前立腺がんと診断されたことが発表されたが、2022年8月現在は寛解している。その間、彼は2022年のロシア侵攻以来ウクライナを訪問し続け、地元の医師たちに指導とアドバイスを行っている。

## 著作
- Marsh, Henry (2014). Do No Harm: Stories of Life, Death and Brain Surgery. Weidenfeld & Nicolson. ISBN 9781780225920 (『脳外科医マーシュの告白』NHK出版　2016年)
- Marsh, Henry (2017). Admissions: A life in Brain Surgery. Weidenfeld & Nicolson. ISBN 9781474603867 (『医師が死を語るとき　脳外科医マーシュの自省』みすず書房　2020年)
- 『残された時間―脳外科医マーシュ、がんと生きる』みすず書房、2024年

## 読書案内
- Rothman, Joshua (18 May 2015). “Anatomy of error: a surgeon remembers his mistakes”. The New Yorker 91 (13):  98–101 2015年8月17日閲覧。.